# آلت رزه
آلترزه دهکده ای در بخش مکلنبورگریش یسنپلات واقع در شهرستان پنتسلین در ایالت مکلنبورگ-فورپومرن آلمان است.